# Olešnice v Orlických horách

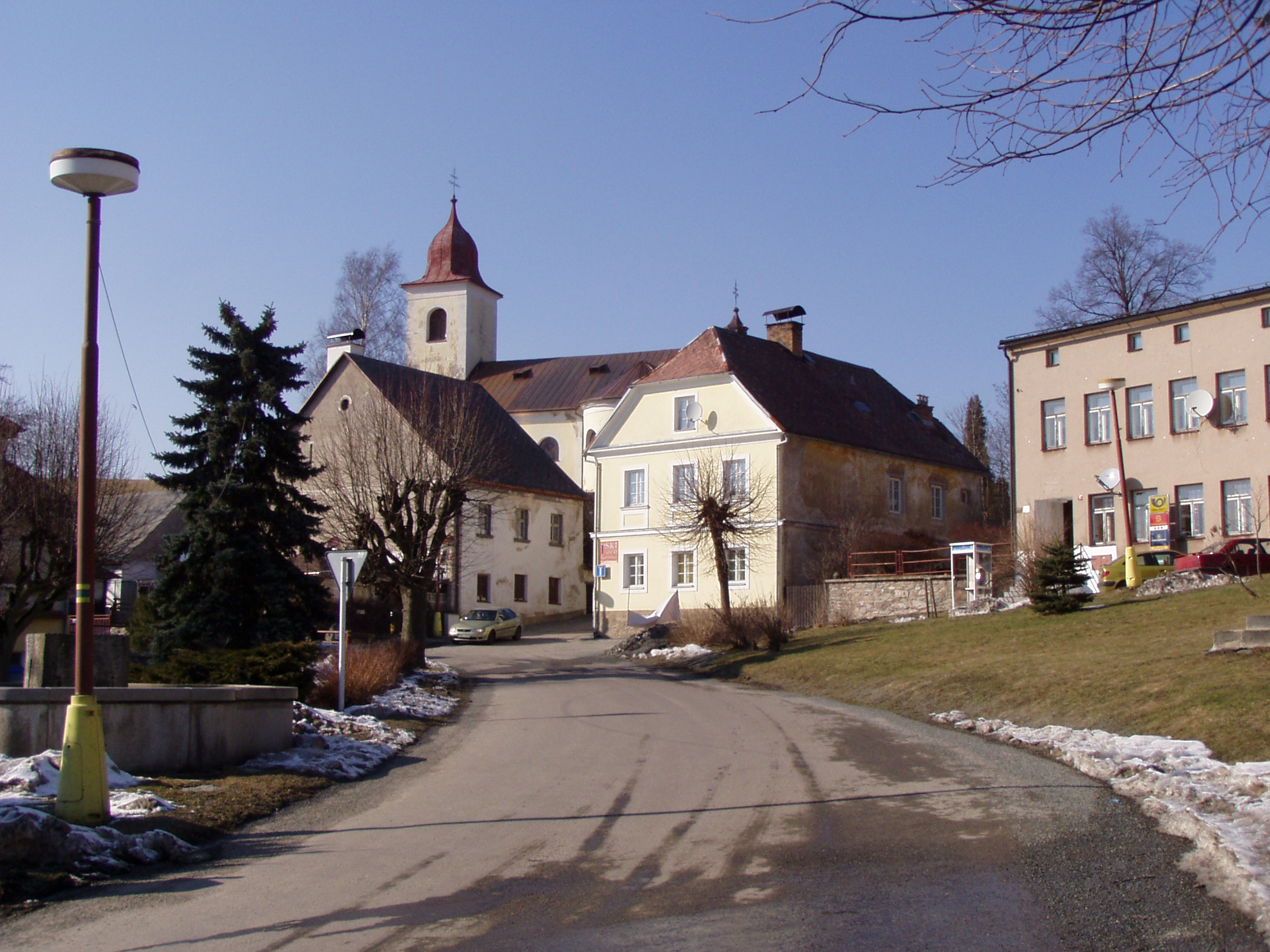
Markt mit Kirche

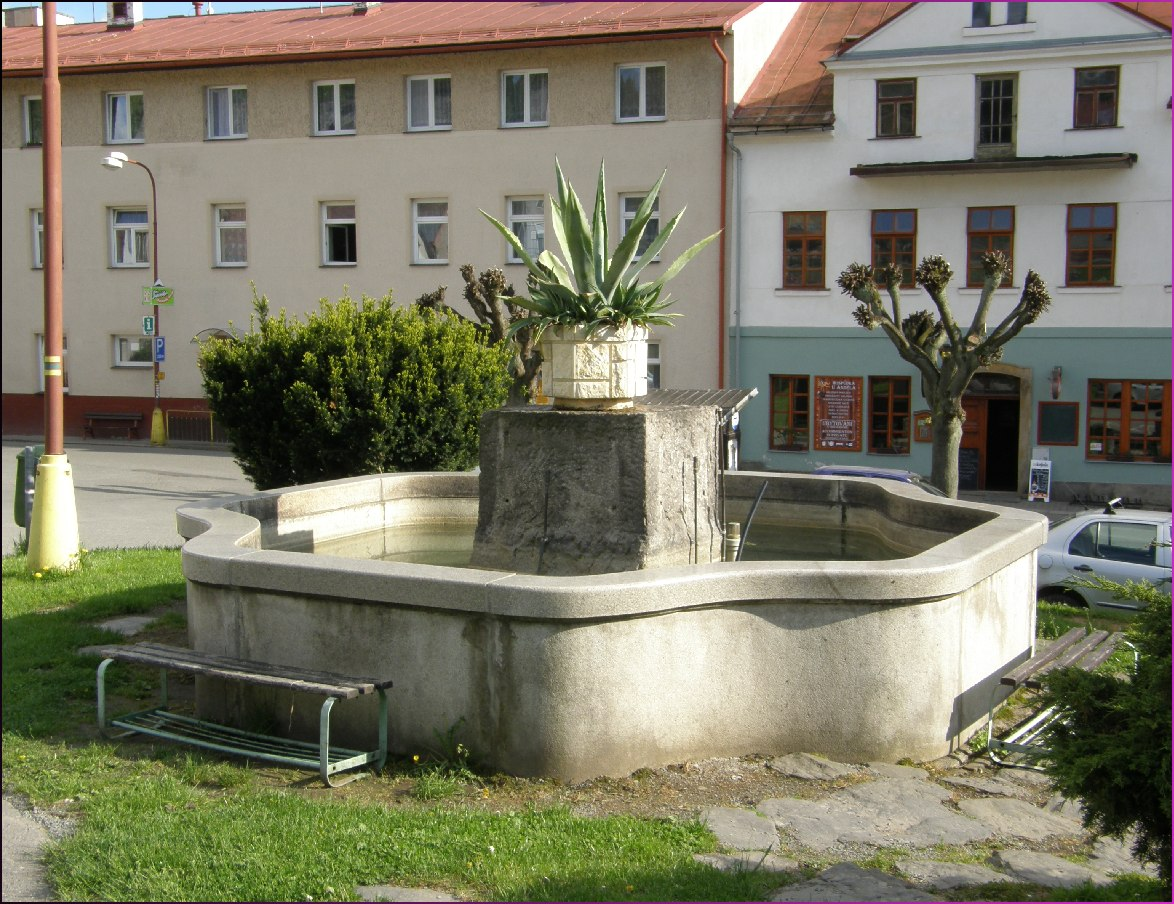
Brunnen

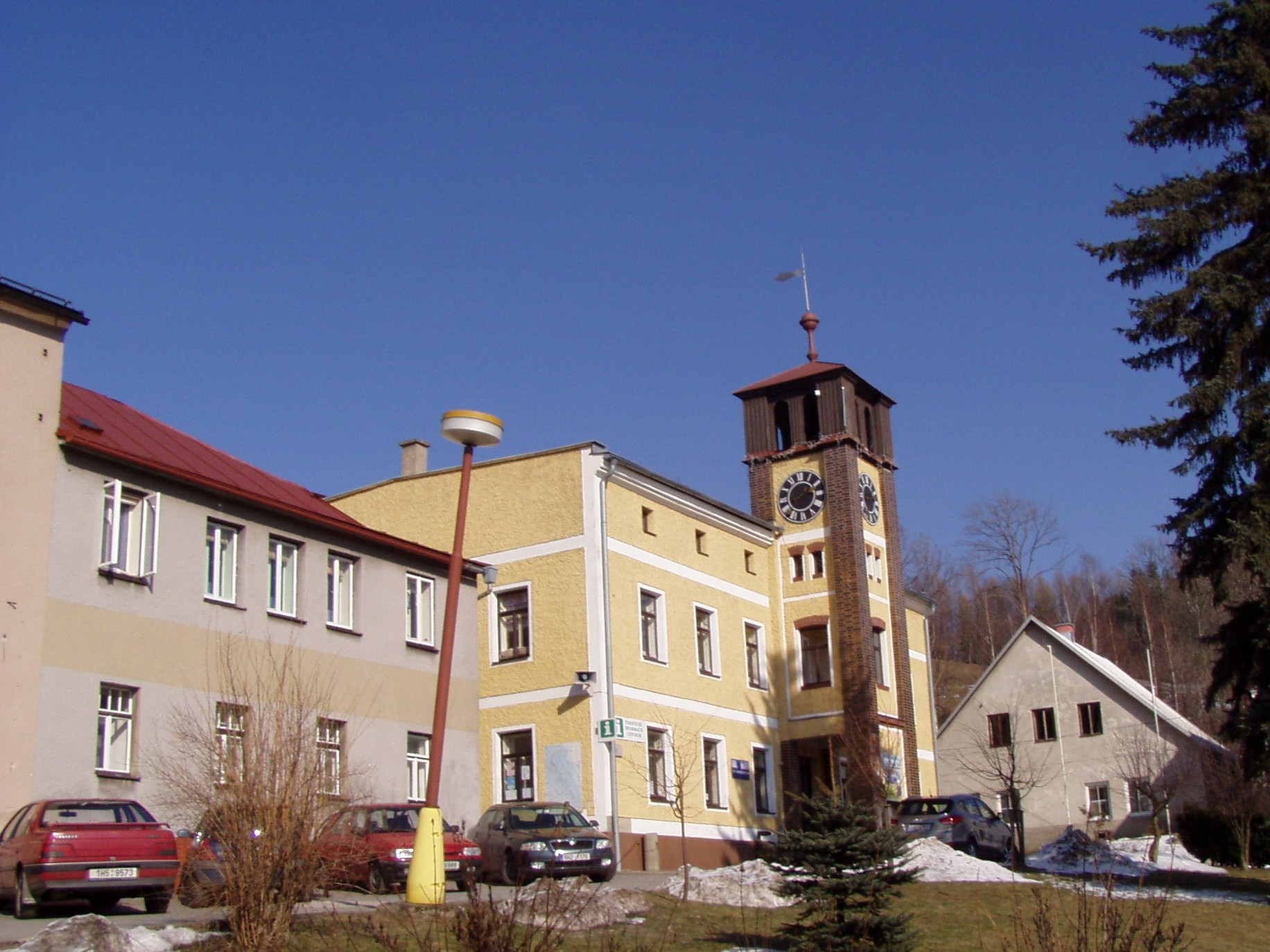
Gemeindeamt

Olešnice v Orlických horách (deutsch Gießhübel) ist eine Gemeinde im Okres Rychnov nad Kněžnou in Tschechien.

## Geographie
Olešnice v Orlických horách befindet sich im äußersten Nordwesten des Adlergebirges in einem Gebirgstal an der Grenze zu Polen. Das Unterdorf und das Städtchen erstrecken sich am Bach Olešenka, in den in der Ortsmitte der Bach Fibich einmündet; das Oberdorf liegt am Bach Bělidlo. Südöstlich erheben sich die Hohe Mense (Vrchmezí, 1084 m n.m.) und die Sattler Koppe (Sedloňovský vrch, 1051 m n.m.). Durch Olešnice führt die Staatsstraße II/310 von Deštné v Orlických horách nach Kocioł in Polen. Im weiteren Verlauf erreicht sie nach fünf Kilometern bei Lewin Kłodzki die Europastraße 67, die von Prag nach Breslau führt. Im Olešnice endet die Staatsstraße II/285 von Nové Město nad Metují.
Nachbarorte sind Kotel, Kocioł und Jerzykowice Małe im Norden, Jawornica, Zimne Wody und Kozicowa Hala im Nordosten, Horní Olešnice im Osten, Polom im Südosten, Sedloňov und Burgtov im Süden, Lužany, Sněžné, Hamry und Rzy im Südwesten, Dolní Olešnice und Dlouhé im Westen sowie Taszów im Nordwesten.

## Geschichte
Gießhübel wurde erstmals 1354 als Olessa schriftlich erwähnt und ist für das Jahr 1369 unter der Bezeichnung Olesnicz als Pfarrort nachgewiesen. Es gehörte zum Königgrätzer Kreis und war zur Herrschaft Frymburk untertänig. Zusammen mit dieser gelangte es später an die Herrschaft Opočno. Während der Hussitenkriege wurde 1427 die hölzerne Kirche zerstört. Die Errichtung einer neuen Holzkirche erfolgte um 1530. 1538 förderte der damalige Opočner Grundherr Trčka von Lípa den Erzabbau. Er errichtete einen Eisenhammer, für dessen Betrieb er deutsche Bergknappen beschäftigte. Im 16. Jahrhundert kam die deutsche Ortsbezeichnung Güssiebel/Gißübel auf. 1607 soll Kaiser Rudolf II. Gießhübel ein Wappen verliehen und es als Markt bzw. Städtchen bestätigt haben. Im Dreißigjährigen Krieg zogen plündernd und brandschatzend kaiserliche und schwedische Truppen durch Gießhübel in die Grafschaft Glatz.
Für 1654 sind 14 Bauern und 23 Häusler nachgewiesen. Ab 1680 erhielten die Kinder Schulunterricht. Ende des 17. Jahrhunderts wurde die Erzförderung eingestellt. Nachfolgend entwickelte sich die Leinweberei. 1703–1705 wurde eine Kirche aus Stein erbaut, die als Filiale der neu errichteten Pfarrei Sattel zugewiesen wurde. 1706 erhielt Gießhübel, das damals als Teutsch-Güssiebel bezeichnet wurde, das Privileg zur Haltung von drei Jahrmärkten und einem Wochenmarkt sowie der eigenen Gerichtsbarkeit. Im selben Jahr wurden die Ortsteile Unter- und Obergießhübel mit Gießhübel zusammengelegt. Während der Schlesischen Kriege zogen preußische Truppen durch Gießhübel. Nachdem als Folge dieser Kriege die bis dahin zur Krone Böhmen gehörende Grafschaft Glatz an Preußen gefallen war, wurde Gießhübel Grenzort mit einer Wache, die die nunmehrige Grenze mit Preußen zu kontrollieren hatte. 1743 erfolgte die Erhebung von Gießhübel zum Pfarrort, 1750 wiederum die Abstufung zu einer Filialkirche von Sattel. 1772 starben über 100 Menschen an einer Seuche. 1779 besuchte Kaiser Joseph II. Gießhübel. 1779 erfolgte der Bau einer Schule, die von 180 Schülern besucht wurde. Auch während der Napoleonischen Kriege musste die Bevölkerung Einquartierungen und Truppendurchzüge erdulden und für das Militär Spanndienste leisten sowie Lebensmittel zur Verfügung stellen. Um 1800 wurden die Häuser am Ringplatz neu errichtet. Im 19. Jahrhundert entwickelte sich die Heimweberei, die nach 1880 auf mechanische Webstühle umgestellt wurde. Von wirtschaftlicher Bedeutung waren außerdem Granitsteinbrüche, Ziegeleien und zwei Mühlen.
Ab 1850 gehörte Gießhübel zur Bezirkshauptmannschaft Neustadt an der Mettau. 1853 wurde es wiederum zum Pfarrort erhoben. 1861 zerstörte ein Großbrand die Ortsmitte mit Rathaus und Kirche. Während des Deutschen Kriegs 1866 zogen preußische Truppen durch Gießhübel. Im selben Jahr breitete sich die Cholera aus. 1868 wurde eine neue Schule, 1889 eine Winterschule in Obergießhübel und 1905 eine Bürgerschule errichtet. Um 1890 betrug die Zahl der Einwohner 3.000, und die Bevölkerung war überwiegend deutschsprachig. 1905 erhielt Gießhübel Bahnanschluss über den sechs Kilometer entfernten Bahnhof Lewin, der an der damals preußischen Bahnstrecke von Glatz–Kudowa lag. Dadurch erlangte es bis 1945 Bedeutung als wichtiger Umschlagplatz für Holz und Kohle. Zudem entwickelte es sich zu einem beliebten Sommerfrischeort. 1914 wurde eine Straße über den Grenzübergang nach Kuttel erbaut. Im Ersten Weltkrieg fielen 88 Männer aus Gießhübel.
Nach der Errichtung der Tschechoslowakei wurde Gießhübel 1918 vom tschechoslowakischen Militär besetzt. 1922 erhielt Gießhübel den amtlichen Namen Gießhübel im Adlergebirge. 1925 wurde eine tschechische Minderheitenschule mit Kindergarten neu erbaut. Zur Sicherung der Grenze gegenüber Deutschland wurden 1936–1938 militärische Befestigungen im Rahmen des Projekts Tschechoslowakischer Wall gebaut.
Infolge des Münchner Abkommens wurde Gießhübel 1938 dem Deutschen Reich angeschlossen und gehörte bis 1945 zum Landkreis Grulich. Nach dem Anschluss wurde eine Zollstelle an der nunmehrigen Grenze zur Tschechoslowakei in Untergießhübel errichtet. 1939 lebten in dem Dorf 1.285 Menschen in 338 Häusern. Nach dem Zweiten Weltkrieg wurde Gießhübel vom tschechoslowakischen Militär besetzt; die deutschen Bewohner wurden vertrieben. Nachfolgend ging die Einwohnerzahl deutlich zurück, wodurch zahlreiche Häuser und Gehöfte dem Verfall preisgegeben wurden. Das Kriegerdenkmal für die Gefallenen des Ersten Weltkriegs wurde zertrümmert. Die amtliche Ortsbezeichnung wurde in Olešnice v Orlických horách geändert.
In jüngerer Zeit entwickelte sich Olešnice zu einem Wintersportort. Im Ort befinden sich eine Textilfirma und eine Sägemühle.

## Gemeindegliederung
Für die Gemeinde Olešnice v Orlických horách sind keine Ortsteile ausgewiesen. Grundsiedlungseinheiten sind Lužany (Lusche) und Olešnice v Orlických horách (Gießhübel). Der Kernort gliedert sich in die Ortslagen Olešnice (Städtchen Gießhübel), Čihalka (Schnappe), Dolní Olešnice (Unter Gießhübel), Hamry (Hammerhof), Horní Olešnice (Ober Gießhübel) und Kotel (Kuttel).

## Sehenswürdigkeiten
- Mechanische Krippe von Josef Utz
- Rathaus im Barockstil aus dem Jahr 1707, nach einem Brand 1862 neu errichtet
- Barockkirche der hl. Maria Magdalena aus dem Jahr 1705
- Schwedenkreuz aus dem Jahr 1639

## Demographische Daten
485 Einwohner 2003, Bevölkerungsentwicklung: 1819: 2282 Einwohner, 1857: 1943 Einwohner, 1900: 2180 Einwohner, 1919: 2003 Einwohner (davon 94 Tschechen, 1909 Deutsche), 1921: 1579 Einwohner (davon 331 Tschechen, 1213 Deutsche), 1939: 1380 Einwohner (das Grenzgebiet haben viele Tschechen verlassen), 1945: 1250 Einwohner (79 Tschechen, 1171 Deutsche), 1950: 670 Einwohner (550 Tschechen, 120 Deutsche), 1992: 543 Einwohner in 137 bewohnten Häusern.

## Persönlichkeiten
- Josef Utz (1896–1944), Unternehmer, Erbauer der Weihnachtskrippe in Gießhübel